# Amy Jackson
Amy Louise Jackson (Douglas, 31 gennaio 1992) è un'attrice e modella britannica conosciuta per i suoi lavori nel cinema indiano.
Ha iniziato la sua carriera da modella all'età di 16 anni, vincendo la Miss Teen World competition nel 2009. Successivamente, il regista A.L. Vijay l’ha voluta come attrice protagonista nel film di lingua tamil Madrasapattinam (2010); Jackson ha quindi continuato a recitare in film indiani di tutte le lingue, tra cui tamil, hindi, telugu e kannada confermandosi come attrice di successo a Bollywood. Nel 2017 ha recitato nel ruolo di Imra Ardeen/Saturn Girl nella terza stagione di Supergirl in onda su The CW.

## Biografia
Amy Jackson nasce a Douglas, sull'Isola di Man; i suoi genitori sono Alan e Marguerita Jackson, e ha una sorella più grande, Alicia, che è un'insegnante. Quando Amy aveva due anni, la famiglia è tornata a vivere a Woolton, un sobborgo di Liverpool, a casa della nonna, in modo che il padre dell'attrice potesse continuare con il suo lavoro come produttore per la BBC Radio Merseyside, emittente locale della BBC. In seguito i suoi genitori hanno divorziato. 
Amy ha frequentato il St Edward's College, dove ha studiato Letteratura inglese, Filosofia ed Etica.
Ha avuto una relazione con George Panayiotou e nel 2019 è nato Andreas.
Nel 2022 si è fidanzata col collega Ed Westwick conosciuto nel 2021 in un evento Aston Martin. La proposta di matrimonio è arrivata il 29 gennaio 2024 sul ponte sospeso a Gstaad , in Svizzera. La coppia si è sposata il 24 agosto 2024 in Italia, al castello di Rocca Cilento. Il 31 ottobre dello stesso anno, con un post sui social network, i due hanno annunciato di aspettare il loro primo figlio insieme. Il bambino, Oscar Alexander, è nato a marzo 2025.  

## Carriera
Dopo aver vinto il Miss Teen Liverpool e il Miss Teen Great Britain, Amy ha vinto il titolo di Miss Teen World nel 2009. Nello stesso anno, ha iniziato la sua carriera da modella con la Boss Model Management, firmando poi con l'agenzia London.
Ha vinto diciotto premi, incluso un contratto da modella negli Stati Uniti con una borsa di studio di 50.000 dollari. Dopo poco, ha vinto il Miss Teen Liverpool nel 2010. Ha gareggiato a Miss Inghilterra nel 2010 ed è stata incoronata seconda. 
Nel 2010 il regista A. L. Vijay l'ha voluta come attrice protagonista nel film di lingua tamil Madrasapattinam (2010). Il film è stato elogiato dalla critica e ha avuto buoni incassi al botteghino. La stessa Jackson ha ricevuto vari elogi. 
Nel 2011 è stata scritturata da Gautham Vasudev Menon per interpretare la protagonista femminile nel film Ekk Deewana Tha (2012), remake del film Vinnaithaandi (2010). Nel 2012 ha avuto un ruolo secondario nel film Thaandavam. Nello stesso anno ha ricevuto la sua prima nomination il ruolo di attrice coprotagonista alla 60ª cerimonia Filmfare Awards South. 
Nel 2014 ha fatto il suo debutto nel cinema telugu con il film Yevadu (2014) del regista Vamshi Paidipally.
Ha poi recitato nel ruolo della supermodella Diya nel film I (2015) di Shankar. La realizzazione del film, uno dei film indiani più costosi, ha richiesto più di due anni e mezzo, con una parte importante del film girata in Cina. Il film è uscito il 14 gennaio 2015 e ha ricevuto una risposta critica tiepida, ma la recitazione della Jackson ha ricevuto recensioni favorevoli. È stata quindi classificata al primo posto nella lista delle donne più desiderabili dal The Times of India del 2014. 
Sempre nel 2015 ha recitato in Singh is Bliing (2015) di Prabhu Deva. Aveva firmato per far parte anche del thriller soprannaturale Massu Engira Masilamani (2015) di Venkat Prabhu ma ha rinunciato quando la sceneggiatura e il suo personaggio sono stati cambiati. Nello stesso anno ha recitato nel film Thanga Magan (2015) di R. Velray. 
Subito dopo ha recitato in Gethu (2016) di Thirukumaran.
Ha interpretato il ruolo femminile principale in Theri (2016) di Atlee. La sua interpretazione ha ricevuto recensioni positive. Dopo l'uscita, il film è diventato uno dei film tamil più redditizi di tutti i tempi.
Nel 2017 ha recitato nel suo primo ruolo ad Hollywood nei panni di Imra Ardeen/Saturn Girl nella terza stagione della serie Supergirl (2017) in onda su The CW . 
Nel 2018 ha interpretato Sita nel film The Villain (2018). Ha poi recitato nel ruolo del robot andro-umanoide Nila nel film 2.0 (2018) di Shankar. 
Dopo cinque anni di pausa per via della nascita del primo figlio, Andreas, è tornata al cinema con il film tamil Mission: Chapter 1 (2024).